# Herrarnas stafett i längdskidåkning vid olympiska vinterspelen 2002
- 17 februari 2002

En spännande stafett som under andra sträckan splittrades upp av Frode Estil. Italien kom dock ikapp och spurtspecialisterna Thomas Alsgaard och Cristian Zorzi gick ut på sista sträckan samtidigt. Alsgaard fick dra hela tiden och vann spurten över italienaren. Det var den tredje raka slutspurten mellan Italien och Norge. Den svenska insatsen var den sämsta stafettinsatsen någonsin under ett OS.

## Medaljörer
| Spel    | Guld                                                              | Silver                                                                  | Brons                                                                    |
| Stafett | Norge Anders Aukland Frode Estil Kristen Skjeldal Thomas Alsgaard | Italien Fabio Maj Giorgio Di Centa Pietro Piller Cottrer Cristian Zorzi | Tyskland Jens Filbrich Andreas Schlütter Tobias Angerer René Sommerfeldt |

## Resultat
| Medalj | Lag                                                                           | Tid       |
| Guld   | (Anders Aukland, Frode Estil, Kristen Skjeldal, Thomas Alsgaard)              | 1.32.45,5 |
| Silver | (Fabio Maj, Giorgio Di Centa, Pietro Piller Cottrer, Cristian Zorzi)          | 1.32.45,8 |
| Brons  | (Jens Filbrich, Andreas Schlütter, Tobias Angerer, René Sommerfeldt)          | 1.33.34,5 |
| 4      | (Alexander Marent, Michail Botvinov, Gerhard Urain, Christian Hoffmann)       | 1.34.04,9 |
| 5      | (John Bauer, Kris Freeman, Justin Wadsworth, Carl Swenson)                    | 1.34.05,5 |
| 6      | (Sergej Novikov, Michail Ivanov, Vitalij Denisov, Nikolaj Boltjakov)          | 1.34.50,1 |
| 7      | (Martin Koukal, Jiři Magal, Lukáš Bauer, Petr Michl)                          | 1.35.31,3 |
| 8      | (Alexandre Roisselet, Christophe Perrillat, Vincent Vittoz, Emmanuel Jonnier) | 1.35.50,8 |
| 9      | (Raul Olle, Andrus Veerpalu, Jaak Mae, Meelis Aasmae)                         | 1.36.07,0 |
| 10     | (Wilhelm Aschwanden, Reto Bürgermeister, Patrik Mächler, Gion Andrea Bundi)   | 1.37.26,4 |
| 11     | (Kuisma Taipale, Karri Hietamäki, Teemu Kattilakoski, Sami Repo)              | 1.37.41,8 |
| 12     | (Masaaki Kozu, Hiroyuki Imai, Mitsuo Horigome, Katsuhito Ebisawa)             | 1.37.50,5 |
| 13     | (Urban Lindgren, Mathias Fredriksson, Niklas Jonsson, Morgan Göransson)       | 1.37.59,5 |
| 14     | (Andrej Golovko, Pavel Rjabin, Nikolaj Tjebotko, Andrej Nevzorov)             | 1.38.20,8 |
| 15     | (Roman Virolainen, Nikolaj Semjonjako, Aleksandr Sannikov, Sergej Dolidovitj) | 1.42.12,0 |

### Första sträckan
| Placering | Skidåkare           | Sträcktid |
| 1         | Anders Aukland      | 24.27,4   |
| 2         | Fabio Maj           | 24.35,8   |
| 3         | Andrej Golovko      | 24.39,2   |
| 4         | Jens Filbrich       | 24.39,9   |
| 5         | John Bauer          | 24.40,9   |
| 6         | Alexandre Roisselet | 24.57,3   |
| 7         | Martin Koukal       | 25.07,9   |
| 8         | Alexander Marent    | 25.15,0   |
| 9         | Raul Olle           | 25.16,7   |
| 10        | Sergej Novikov      | 25.17,6   |
| 11        | Roman Virolainen    | 25.54,0   |
| 12        | Wilhelm Aschwanden  | 25,54,9   |
| 13        | Urban Lindgren      | 25.56,4   |
| 14        | Kuisma Taipale      | 26.01,7   |
| 15        | Masaaki Kozu        | 26.28,4   |

### Andra sträckan
| Placering | Skidåkare            | Sträcktid |
| 1         | Andrus Veerpalu      | 23.45,2   |
| 2         | Michail Ivanov       | 24.14,3   |
| 3         | Andreas Schlütter    | 24.21,4   |
| 4         | Michail Botvinov     | 24.22,1   |
| 5         | Frode Estil          | 24.22,9   |
| 6         | Kris Freeman         | 24.34,9   |
| 7         | Giorgio Di Centa     | 24.38,4   |
| 8         | Reto Bürgermeister   | 25.09,4   |
| 9         | Jiři Magal           | 25.30,9   |
| 10        | Christophe Perrillat | 25.31,9   |
| 11        | Hiroyuki Imai        | 25.34,7   |
| 12        | Mathias Fredriksson  | 25,35,3   |
| 13        | Karri Hietamäki      | 26.08,8   |
| 14        | Pavel Rjabin         | 26.38,0   |
| 15        | Nikolaj Semjonjako   | 27.24,8   |

| Placering efter två sträckor | Lag         | Tid     |
| 1                            | Norge       | 48.50,3 |
| 2                            | Tyskland    | 49.01,3 |
| 3                            | Estland     | 49.01,9 |
| 4                            | Italien     | 49.14,2 |
| 5                            | USA         | 49.15,8 |
| 6                            | Ryssland    | 49.31,9 |
| 7                            | Österrike   | 49.37,1 |
| 8                            | Frankrike   | 50.29,2 |
| 9                            | Tjeckien    | 50.38,8 |
| 10                           | Schweiz     | 51.04,3 |
| 11                           | Kazakstan   | 51.17,2 |
| 12                           | Sverige     | 51.31,7 |
| 13                           | Japan       | 52.03,1 |
| 14                           | Finland     | 52.10,5 |
| 15                           | Vitryssland | 53.18,8 |

### Tredje sträckan
| Placering | Skidåkare             | Sträcktid |
| 1         | Lukáš Bauer           | 21.29,6   |
| 2         | Pietro Piller Cottrer | 21.47,1   |
| 3         | Vincent Vittoz        | 22.01,3   |
| 4         | Jaak Mae              | 22.08,0   |
| 5         | Kristen Skjeldal      | 22.10,5   |
| 6         | Tobias Angerer        | 22.12,4   |
| 7         | Gerhard Urain         | 22.19,9   |
| 8         | Vitalij Denisov       | 22.34,9   |
| 9         | Niklas Jonsson        | 22.38,4   |
| 10        | Justin Wadsworth      | 22.40,7   |
| 11        | Mitsuo Horigome       | 22.56,5   |
| 12        | Teemu Kattilakoski    | 23,02,2   |
| 13        | Patrik Mächler        | 23.05,5   |
| 14        | Nikolaj Tjebotko      | 23.42,2   |
| 15        | Alexandr Sannikov     | 24.51,1   |

| Placering efter tre sträckor | Lag         | Tid       |
| 1                            | Norge       | 1.11.00,8 |
| 2                            | Italien     | 1.11.01,3 |
| 3                            | Estland     | 1.11.09,9 |
| 4                            | Tyskland    | 1.11.13,7 |
| 5                            | USA         | 1.11.56,5 |
| 6                            | Österrike   | 1.11.57,0 |
| 7                            | Ryssland    | 1.12.06,8 |
| 8                            | Tjeckien    | 1.12.08,4 |
| 9                            | Frankrike   | 1.12.30,5 |
| 10                           | Schweiz     | 1.14.09,8 |
| 11                           | Sverige     | 1.14.10,1 |
| 12                           | Kazakstan   | 1.14.59,4 |
| 13                           | Japan       | 1.14.59,6 |
| 14                           | Finland     | 1.15.12,7 |
| 15                           | Vitryssland | 1.18.09,9 |

### Fjärde sträckan
| Placering | Skidåkare          | Sträcktid |
| 1         | Cristian Zorzi     | 21.44,5   |
| 2         | Thomas Alsgaard    | 21.44,7   |
| 3         | Christian Hoffmann | 22.07,9   |
| 4         | Carl Swenson       | 22.09,0   |
| 5         | René Sommerfeldt   | 22.20,8   |
| 6         | Sami Repo          | 22.29,1   |
| 7         | Nikolaj Boltjakov  | 22.43,3   |
| 8         | Katsuhito Ebisawa  | 22.50,9   |
| 9         | Gion Andrea Bundi  | 23.16,6   |
| 10        | Emmanuel Jonnier   | 23.20,3   |
| 11        | Andrej Nevzorov    | 23.21,4   |
| 12        | Petr Michl         | 23,22,9   |
| 13        | Morgan Göransson   | 23.49,4   |
| 14        | Sergej Dolidovitj  | 24.02,1   |
| 15        | Meelis Aasmae      | 24.57,1   |